# Anděl Exit
Anděl Exit je český film natočený roku 2000 v režii Vladimíra Michálka podle literární předlohy Anděl Jáchyma Topola. Film obdržel dva České lvy za Nejlepší střih (Jiří Brožek) a výtvarný počin (Vladimír Michálek, Martin Štrba).

## Děj
Hlavní lokací filmu je pražský Smíchov (a Plzeňská ulice ve východní části čtvrti Košíře) a křižovatka Anděl.
Část filmu se odehrává na jihu Afriky, kde Mikeš a Kája hledají nejlepší drogu. Poprvé se jim podaří prožít zážitek, podruhé již nikoli. Musí tak utéct dealerům, kteří zabíjejí i jejich kamarády v ČR.

## Obsazení
| Jan Čechtický           | Mikeš         |
| Klára Issová            | Kája          |
| Zuzana Stivínová mladší | Jana          |
| Vojtěch Pavlíček        | Lukáš         |
| Pavel Zajíček           | Lurija        |
| Pavel Landovský         | Machata       |
| Eva Holubová            | Machatová     |
| Martin Sitta            | Činča         |
| Věra Galatíková         | vrchní sestra |
| Žofie Hradílková        | Naďa          |
| Martin Telvák           | Morče         |
| Ladislav Štefan         | Pedro         |
| Trevor Steele Taylor    | Trevor        |
| Mark Makulo Limbili     | Dzurilla      |